# The Darkest Hour
The Darkest Hour (en català literalment L'hora més fosca) és una pel·lícula de ciència-ficció russoestatunidenca del 2011 dirigida per Chris Gorak i produïda per Timur Bekmambetov. La trama se centra en un grup de joves que viatgen a Moscou just en el moment en què arriba a la Terra una invasió alienígena. La pel·lícula va estrenar-se el 25 de desembre del 2011 als Estats Units.

## Argument
En Bean i en Sean (Max Minghella i Emile Hirsch) són dos joves estatunidencs que viatgen a Moscou per patentar i comercialitzar un software que han dissenyat. Mentre són a la capital de Rússia decideixen gaudir d'uns dies d'oci en una discoteca, on coneixen la Natalie i l'Anne (Olivia Thirbly i Rachael Taylor).
De sobte tothom surt al carrer quan quelcom crida l'atenció de la gent: tot i la latitud, els ciutadans moscovites contemplen una mena d'aurora boreal que en realitat són boles lluminoses que baixen a la Terra i comencen a desintegrar tot el que toquen.
Les llums són finalment alienígenes mecànics protegits amb un escut pràcticament invisible i els quatre nois tracten de sobreviure i de camí es troben amb altres supervivents amb qui intenten cercar un lloc segur on reunir-se amb més supervivents per començar la guerra contra els invasors.

## Repartiment
- Emile Hirsch: Sean
- Olivia Thirlby: Natalie
- Max Minghella: Ben
- Rachael Taylor: Anne
- Joel Kinnaman: Skyler
- Gosha Kutsenko: Matvei
- Veronika Vernadskaya: Vika
- Dato Bakhtadze: Sergei
- Nikolay Efremov: Sasha
- Pyotr Fyodorov: Anton Batkin
- Georgiy Gromov: Boris
- Artur Smolyaninov: Yuri
- Anna Rudakova: Tess